# Orfű
Orfű là một thị trấn thuộc hạt Baranya, Hungary. Thị trấn này có diện tích 32,15 km², dân số năm 2010 là 889 người, mật độ 28 người/km².